# Ukrainas flagga

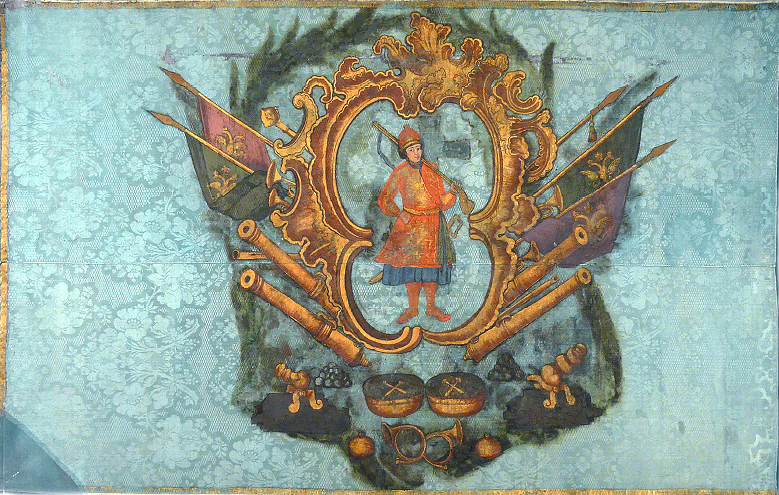
Ukrainas flagga (1762).

Ukrainas flagga består av två lika breda horisontella band i blått och gult. Flaggan tillkom i samband med att Ukraina förklarade sig självständigt i slutet av första världskriget och användes inofficiellt av flera av de kortlivade statsbildningar som existerade mellan 1917 och 1920, men förbjöds när Röda armén invaderade landet och utropade den sovjetiska delrepubliken Ukraina. Under andra världskriget användes flaggan i det av nazi-Tyskland ockuperade Ukraina. Den var inte tillåten under den sovjetiska perioden 1945–1991, men återtogs den 4 september 1991, under Sovjetunionens upplösning. Färgerna i flaggan symboliserar de stora sädesfälten under en blå himmel.
Blått och guld (gult) användes som Kievrikets färger redan före kristendomens införande, och förekommer efter mongolinvasionen på 1200-talet i kyrkliga ornament och i stadsvapen. Till exempel var staden Myrhorod emblem en gyllene treudd mot en blå bakgrund, och staden Pryluky använde ett gyllene oxhuvud mot en blå bakgrund. Under 1600-talet använde kosackerna bland annat blå banér med gyllene stjärnor, ett gyllene kors eller med helgonbilder i guld.

## Färger
| Scheme    | Stark azure           | Gul                         |
| --------- | --------------------- | --------------------------- |
| Pantone   | Pantone Coated 2935 C | Pantone Coated Yellow 012 C |
| RAL       | 5019 Capri blue       | 1023 Traffic yellow         |
| RGB       | 0, 87, 184            | 255, 215, 0                 |
| CMYK      | 100, 52, 0, 0         | 0, 16, 100, 0               |
| HEX       | #005bbb               | #ffd500                     |
| Webbsäker | #0066cc               | #ffcc00                     |

## Maritima flaggor

Örlogsflagga
Kustbevakningens flagga
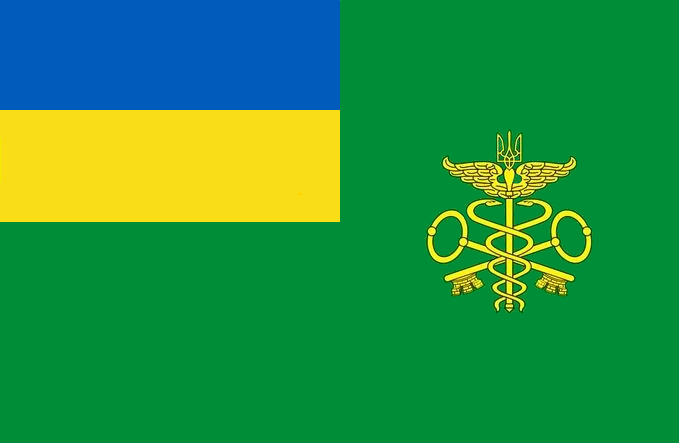
Tullväsendets flagga

## Historiska flaggor

Ukrainska SSR:s flagga (1919-1929)
Ukrainska SSR:s flagga (1919-1937)
Organisationen för ukrainska nationalisters flagga (1941)
Ukrainska SSR:s flagga (1937-1949)
Ukrainska SSR:s flagga (1949–91)

## Oblastens flaggor
Var och en av Ukrainas 24 oblast, den Autonoma republiken Krim samt de båda självstyrande städerna har egna flaggor.

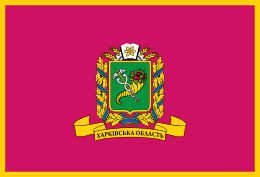
Charkiv oblast
Cherson oblast
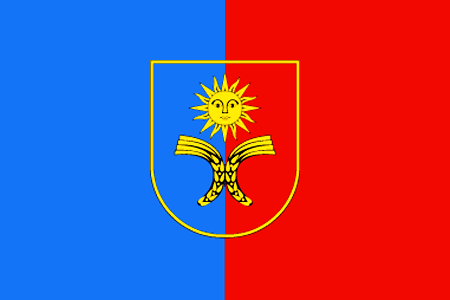
Chmelnytskyj oblast
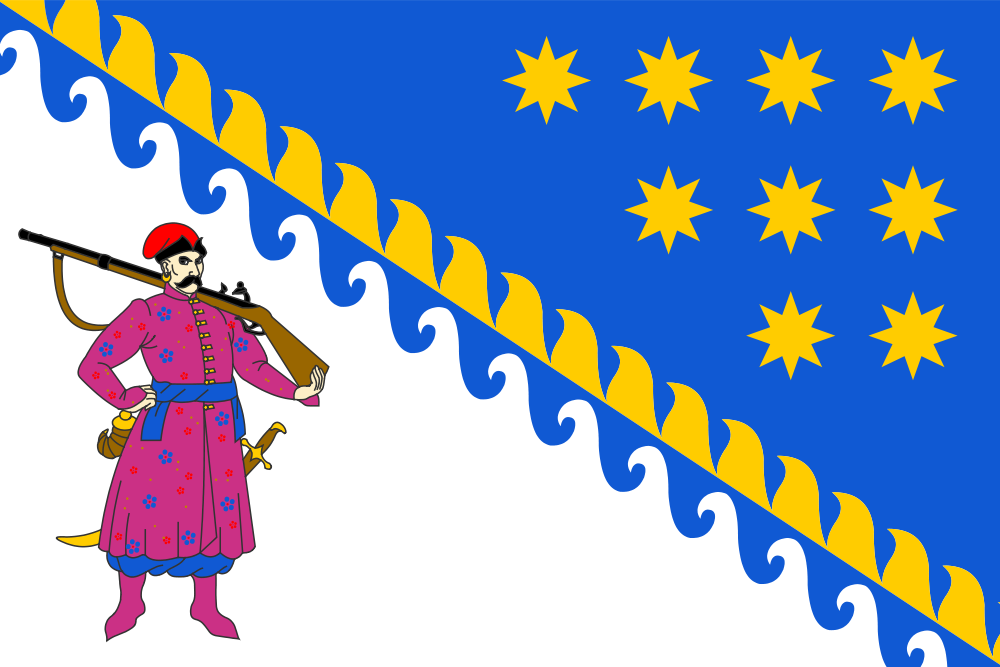
Dnipropetrovsk oblast
Donetsk oblast
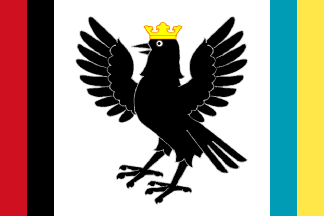
Ivano-Frankivsk oblast
Kiev oblast
Kiev (självstyrande stad)
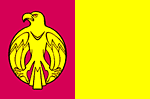
Kirovohrad oblast
Krim (autonom republik)
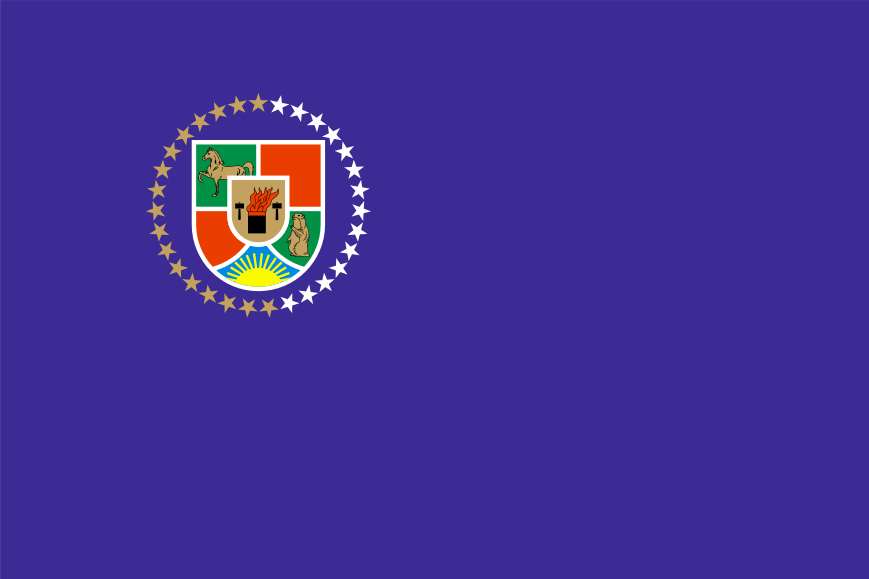
Luhansk oblast
Lviv oblast
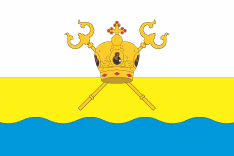
Mykolajiv oblast
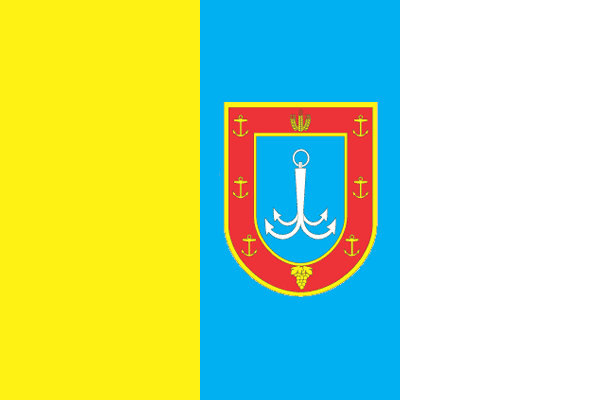
Odessa oblast
Poltava oblast
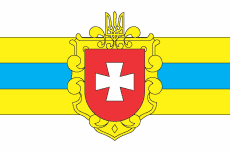
Rivne oblast
Sevastopol (självstyrande stad)
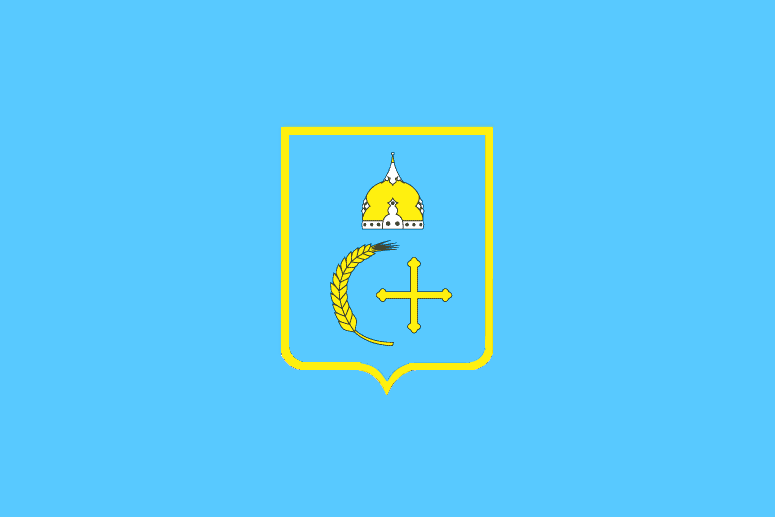
Sumy oblast
Ternopil oblast
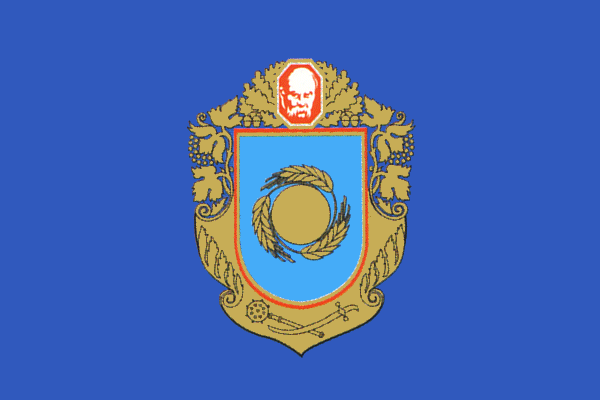
Tjerkasy oblast
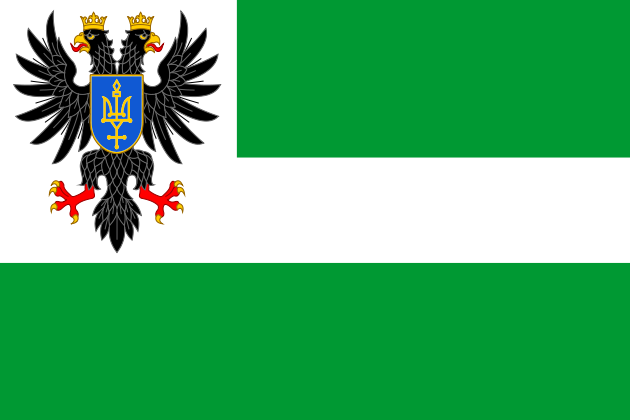
Tjernihiv oblast
Tjernivtsi Oblast
Vinnytsja oblast
Volyn oblast
Zakarpattia oblast
Zaporizjzja oblast
Zjytomyr oblast